# Giampiero Artegiani (album)
Giampiero Artegiani è l'album di debutto dell'omonimo cantautore italiano, pubblicato dall'etichetta discografica Lupus nel 1983.
I 9 brani sono composti dall'interprete, in 6 occasioni insieme a Marcello Marrocchi.
Il disco è anticipato dal singolo Il sogno di un buffone/Tu non eri tu, il cui brano principale vince Un disco per l'estate 1983.

## Tracce

### Lato A
1. Il sogno di un buffone
2. Aironi rosa
3. Lilì
4. Maria del pensiero
5. Ninna ninna o

### Lato B
1. A de o
2. Eleanore
3. L'egiziano
4. Tu non eri tu